# Juan José Muñante
Juan José Muñante   (Pisco, 12 de juny de 1948 - Miami, 23 d'abril de 2019) va ser un futbolista peruà de la dècada de 1970.
Va formar part de l'equip peruà a la Copa del Món de 1978.
Pel que fa a clubs, defensà els colors de Sport Boys i Universitario de Deportes.